# 안드로메다자리 카파
안드로메다자리 카파(κ And / κ Andromedae)는 안드로메다자리에 있는 항성이다. 청백색 B형 준거성으로 겉보기 등급은 +4.15 등급이다. 이 정도 밝기는 시골이나 도심지 외곽 밤하늘에서 충분히 보일 정도로 밝으나 도심지 한 가운데에서는 볼 수 없다. 히파르코스 위성의 시차 자료에 따르면 이 별은 지구로부터 약 168광년 떨어져 있다.
카파의 분광형은 B9IVn으로 주계열성 상태에서 벗어나 준거성에 돌입한 것으로 보인다. 안드로메다자리 카파의 지름은 태양의 약 2.3배이며 초당 176킬로미터의 속도로 빠르게 회전하고 있다. 안드로메다자리 카파의 바깥 대기는 유효 온도 11,361 켈빈의 에너지를 우주로 내보내고 있으며 이 정도 온도에서 안드로메다자리 카파는 청백 색의 빛을 뿜는 것처럼 보인다.

## 외계 행성의 존재
- 2012년 11월 안드로메다자리 카파로부터 약 55(± 2) 천문 단위 떨어진 곳을 돌고 있는 외계 행성의 발견 사실이 언론에 발표되었다. 참고로 55 천문단위는 해왕성과 태양 사이 거리의 약 1.8배이다. 어머니 별의 나이로 미루어 보아 이 행성의 나이 역시 매우 젊을 것으로 추측된다. 대부분의 외계 행성이 모항성의 강렬한 빛 때문에 간접적인 방법으로 발견된 것에 비해 안드로메다자리 카파의 행성은 직접 그 모습을 사진으로 찍어 발견되었다. 다만 이 행성의 질량은 행성과 갈색 왜성의 경계선상에 있다.[6] 분광학적 방법을 통해 관측한 결과 이 행성의 표면 온도는 약 1,700 켈빈이었다.[6]

| 동반 천체 (가까운 천체순) | 질량 (MJ) | 공전주기 (일) | 공전궤도 반지름 (AU) | 이심률 |
| ------------------------- | --------- | ------------- | -------------------- | ------ |
| b                         | 약 12.8   | ?             | 55 ± 2               | ?      |
|                           |           |               |                      |        |